# Kaari Upson
Kaari Upson (* 22. April 1970 in San Bernardino, Kalifornien; † 18. August 2021 in New York) war eine US-amerikanische Künstlerin. Sie lebte in New York und Los Angeles.

## Werdegang
Geboren und aufgewachsen in San Bernardino, CA, besuchte sie ab 1998 die New York Studio School und ab 2003 das California Institute of Arts, wo sie 2004 einen Bachelor und 2007 den Master of Fine Arts absolvierte. Die Künstlerin schafft ihre Werke in verschiedenen Medien, darunter Skulptur, Video, Zeichnung und Malerei. Ihre Arbeiten nehmen autobiografische und kollektive Traumata, Ängste und Fantasien als Ausgangspunkt und beleuchten, was man gemeinhin als „Americanness“ oder „amerikanische Psyche“ bezeichnen könnte. Sie beschäftigt sich mit Themen der Psychoanalyse, Besessenheit, Erinnerung und dem menschlichen Körper.
Seit 2011 werden ihre Arbeiten in US-amerikanischen und internationalen Galerien und Museen ausgestellt.

## Werk

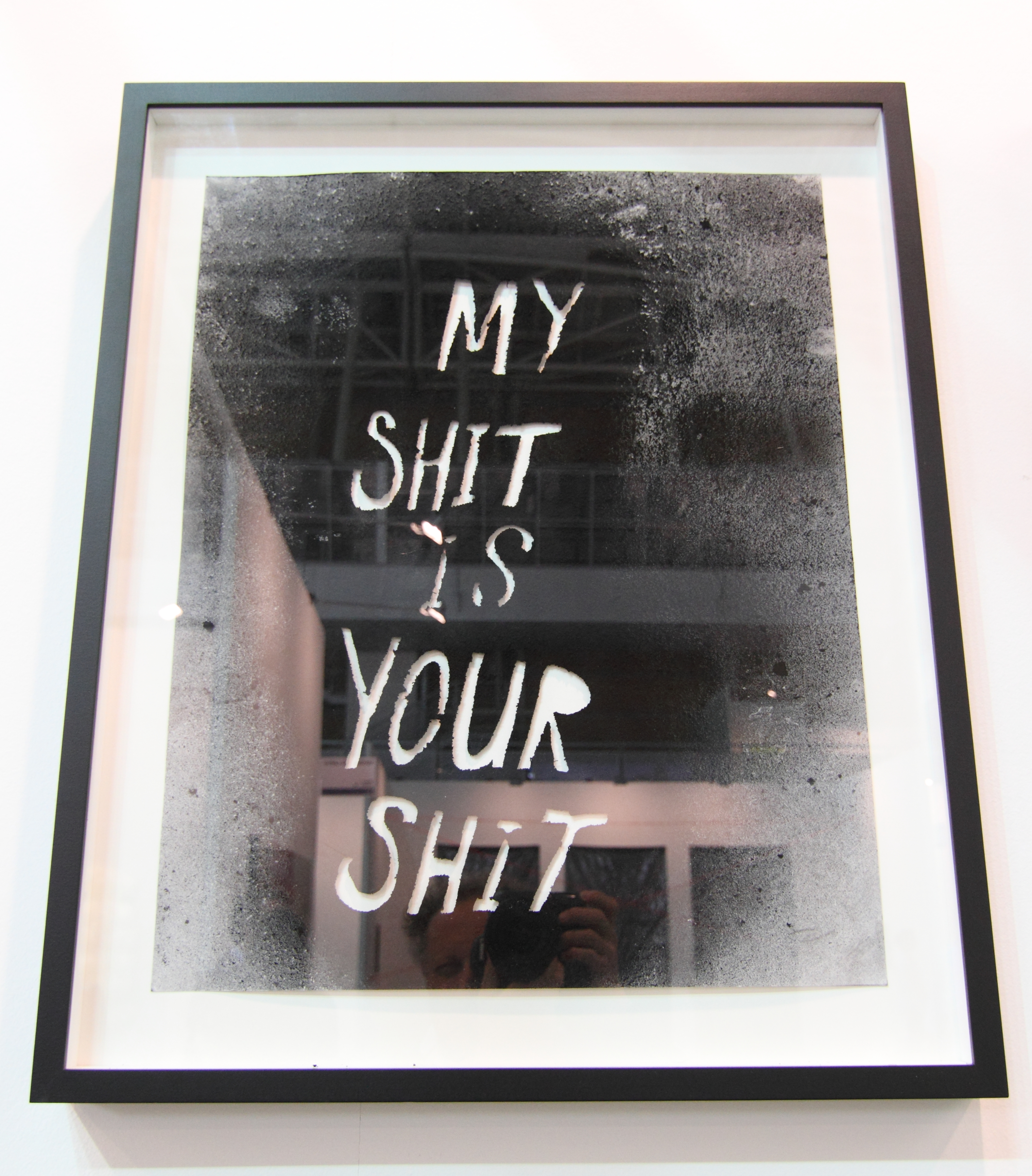
Teil einer Arbeit der Künstlerin Kaari Upson, die auf der Artissima 2013 zu sehen war

Durch Upsons gesamtes Werk ziehen sich die Themen Überschneidungen, Risse und Brüche zwischen inneren Welten und der äußeren Realität, wobei sie diese nicht nur konzeptionell, sondern auch in materiellen Prozessen des Abgießens, „Häutens“ und Invertierens von Objekten umsetzt.

### The Larry Project
Bereits während des Studiums begann Upson an ihrer The Larry Project zu arbeiten – ein Kompendium von Zeichnungen, Skulpturen, Videos und Performances –, welches sie zu einem Teil als ihre M.F.A-Abschlussarbeit ausstellte. Seither wurde The Larry Project  unter anderem 2008 im Hammer Museum in Los Angeles im Rahmen des Programms Hammer Projects ausgestellt.
The Larry Project (2005–12) nimmt seinen Anfang in einem heimlichen Besuch in einem abgebrannten Haus in der Nachbarschaft ihrer Eltern in San Bernardino. Obwohl Upson den ehemaligen Bewohner des Hauses (den sie Larry nennt) nie kennengelernt hat, rekonstruiert sie aus Möbelstücken, Briefen, juristischen Dokumenten, Fotografien und Tagebüchern, die er zurückgelassen hat, das Leben, das er ihrer Meinung nach führte, angeheizt durch Sex, Reichtum und Fantasie.
Neben Gemälden, Skulpturen und Zeichnungen – einschließlich einer lebensgroßen Larry-Puppe, die regelmäßig auftaucht – umfasst Upsons Projekt Videos und Installationen.
Während der folgenden sieben Jahre schuf sie eine Reihe von Arbeiten, die in einer Vielzahl von Medien – Zeichnung, Skulptur, Video und Performance – eine Geschichte zwischen den lückenhaften Erinnerungen der Ephemera und ihrer eigenen Phantasie erzählt: Larry stylte sich nach Hugh Hefner, feierte in der Playboy Mansion und war außerdem an verschiedenen Selbsthilfeprogrammen beteiligt (Analytische Psychologie, Chakra-Reinigung, Gestalttherapie und Erhard-Seminare). Die im Werk evozierte hypermaskuline Ladies' Man-Persona wird, in der Interpretation ihrer Galeristin Monika Sprüth, zu einem Ort der Erkundung für Upsons eigene Vorstellungen von Geschlecht, Macht und Begehren.
Im Jahr 2008 fertigte Upson eine lebensgroße Puppenversion von Larry an, mit der sie verschiedene Szenen nachspielte und dabei zwischen den Rollen als Tochter, Mutter und Sexualpartnerin wechselte. 2008 schuf Upson mit The Grotto eine Fiberglasreplik des berüchtigten höhlenartigen Swimmingpools in der Playboy Mansion. Im Inneren der Skulptur projiziert Upson Videos von sich selbst, die Silikonprothesen von Brüsten und Genitalien tragen und die Larry-Puppe rittlings umarmen. 2009 goss Upson die Larry-Puppe in Holzkohle und benutzte die Form, um Zeichnungen an der Galeriewand anzufertigen, wobei sie die Holzkohleform langsam zerstörte. 2011 goss Upson architektonische Kopien von Larrys ehemaligem Haus in zartrosa Latex, sowie andere Objekte, wie einen Kronleuchter und ein Eisentor. Für Mirrored Staircase Inversion (San Bernardino) (2011) kehrte Upson an den Ort des ursprünglichen Hauses zurück, das nun ein leeres Grundstück war. Dort grub sie eine umgekehrte Nachbildung der Zwillingstreppe in den Boden, die in Larrys Schlafzimmer geführt hatte, und goss das riesige Loch in Latex, wodurch eine Haut des nicht existierenden Hauses entstand.
Themen wie Partnerschaften, Spiegelbilder und Negativkopien tauchen im gesamten Projekt auf, da Upson auf die allgegenwärtige Fantasie der Zwillings-Playboyhasen und die Entdeckung ihres eigenen Spiegelbildes in einem völlig Fremden zurückgriff.

### 2010er Jahre bis 2021
Zu ihren wichtigsten Werken nach The Larry Project, die ebenfalls Realität und Fantasie miteinander verweben, gehören skulpturale Arbeiten, welche aus Silikon, Latex, Urethan und Fiberglas gegossene Matratzen, Sofas und andere häusliche Gegenstände kopieren und in leuchtenden Farbtönen bemalt sind. So etwa MMDP (My Mother Drinks Pepsi) (2014–17), inspiriert von Upsons Mutter, die jeden Tag eine Pepsi trank. MMDP umfasst komplexe Skulpturen aus Pepsi-Dosen, die an antike Artefakte erinnern – ein Effekt, der dadurch entsteht, dass die leeren Limonadenbehälter mit flüssigem Aluminium gefüllt werden, so dass ihre Oberfläche verkohlt aussieht – sowie Videos, die die sie in den Gängen der Costco-Megastores zeigen, in denen ihre Mutter einkaufte. Bei diesen Projekten bilden Zeichnungen oft die Grundlage für begleitende skulpturale Arbeiten. Großformatig und an detaillierte Tagebücher erinnernd, sind Upsons Zeichnungen mit präzise wiedergegebenen Bildern und Text gefüllt. Ihre Fertigstellung kann Jahre dauern, da Upson immer wieder zu ihnen zurückkehrt, um ihren Bildträgern visuelle, zeitliche und intellektuelle Schichten hinzuzufügen.
Der Umfang und die Ambition von Upsons Projekten haben sich stetig erweitert und gipfeln in raumgroßen Installationen, die szenenartige Strukturen, Skulpturen, performative Videos und Sound miteinander verbinden. Für die Biennale in Venedig 2019 baute sie das Puppenhaus ihrer Mutter und das einer Freundin aus ihrer Kindheit nach und vergrößerte es auf überlebensgroße Dimensionen. Daraus resultierte die Installation There is No Such Thing as Outside (2017–19). Upsons Ausstellung Go Back the Way You Came in der Kunsthalle Basel (2019) verwandelte den Ausstellungsraum auf ähnliche Weise in eine mehrteilige Hommage an einen in ihrer Kindheit gefällten Baum vor dem Haus ihrer Eltern. In beiden Werkkörpern zeigen Videos Performances von Upson und einer zweiten Frau, die jeweils so geschminkt sind, dass sie die Gesichter der anderen annähern, während sie zwanghaft Sprachfragmente wiederholen und verdrängte Erinnerungen und Traumata wieder aufleben lassen.
Upson starb im August 2021 im Alter von 51 Jahren an den Folgen einer Krebserkrankung.

## Ausstellungen (Auswahl)

### Einzelausstellungen
- 2007: Hammer Projects, Hammer Museum, Los Angeles
- 2017: Good thing you are not alone, New Museum of Contemporary Art, New York[17]
- 2019: Go Back the Way You Came, Kunsthalle Basel[18]
- 2019: Door, Open, Shut, Kunstverein Hannover[19]

### Gruppenausstellungen
- 2011: George Herms: Xenophilia (Love of the Unknown), MOCA Pacific Design Center, Los Angeles
- 2012: The Residue of Memory, Aspen Art Museum, Aspen
- 2013: Transforming the Known: Works from the Bert Kreuk Collection, Kunstmuseum den Haag
- 2013: Test Platter, Whitney Museum of American Art, New York
- 2013: A Selection of Recent Acquisitions, Los Angeles Museum of Contemporary Art, Los Angeles
- 2014: The Los Angeles Project, Ullens Center for Contemporary Art, Peking
- 2014: Golden State, MOCA Tucson, Tucson
- 2014: Procession, CAPC Musèe D'Art Contemporain, Bordeaux
- 2015: Second Chances, Aspen Art Museum, Aspen
- 2016: Adhesive Products, Kunsthall, Bergen
- 2016: No Man&#146;'s Land: Women Artists from the Rubell Family Collection, National Museum of Women in the Arts, Washington; Rubell Family Collection, Miami
- 2016: Full Moon, Museum Voorlinden, Wassenaar
- 2016: Los Angeles - A Fiction,  Astrup Fearnley Museet, Oslo
- 2017: A Good Neighbour. 15th Istanbul Biennial, Istanbul foundation for culture and arts, Istanbul
- 2017: Whitney Biennial, Whitney Museum of American Art, New York
- 2019: May You Live In Interesting Times, 58. Esposizione Internazionale d'Arte, Venedig
- 2021: Mother!, Louisiana Museum of Modern Art, Humlebaek

## Bibliografie
- Mira Dayal: Previews - Kaari Upson. In:  Artforum, n. Vol. 58, No. 1, September 2019, S. 128.
- Max Glauner: Kaari Upson – Go Back The Way und You Came & Door, Open, Shut in Basel and Hannover, in: Kunstforum. International. Bd. 264. Oktober 2019.
- Kaari Upson. In: ArtReview, n. 71 no. 6, September 2019, S. 44–45.
- Silke Hohmann: Kaari Upson. In: Monopol Magazine,  2017. S.
- Helen Stoilas: Kaari Upson: unfinished artist.  In: The Art Newspaper,  2017. S.
- The Cut: 11 Artists Poised to have breakout years in 2016. in:  New York Magazine, April/Mai 2016, S. 67.
- Kaari Upson: The House – published on the occasion of The Los Angeles Project at Ullens Center for Contemporary Art, Beijing. Koenig Books, 2015.
- Karen Marta, Brian Roettinger, Kaari Upson (Hrsg.): Kaari Upson: The House. Köln, König, 2015, ISBN 978-3-86335-624-8.
- Klaus Bußmann, Kasper König, Florian Matzner (Hrsg.): Skulptur Projekte in Münster 1997. Ausstellungskatalog, Westfälisches Landesmuseum, Münster 1997. S. NN.

## Anmerkung
1. ↑  Andere Quellen nennen als Geburtsjahr 1972, siehe DNB, LCCN